# NGC 2309
NGC 2309 est un amas ouvert,, situé dans la constellation de la Licorne. Il a été découvert par l'astronome germano-britannique William Herschel en 1785.
NGC 2309 est à environ 2 511 pc (∼8 190 al) du système solaire et les dernières estimations donnent un âge de 251 millions d'années. La taille apparente de l'amas est de 5,0 minutes d'arc, ce qui, compte tenu de la distance, donne une taille réelle maximale d'environ 12 années-lumière.
Selon la classification des amas ouverts de Robert Trumpler, cet amas renferme entre 50 et 100 étoiles (lettre m) dont la concentration est moyenne (II) et dont les magnitudes se répartissent sur un intervalle moyen (le chiffre 2).